# Placynthium garovaglii
Placynthium garovaglii är en lavart som först beskrevs av A. Massal., och fick sitt nu gällande namn av Malme. Placynthium garovaglii ingår i släktet Placynthium och familjen Placynthiaceae.   Inga underarter finns listade i Catalogue of Life.
I den svenska databasen Dyntaxa används istället namnet Collolechia caesia för samma taxon.  Arten är reproducerande i Sverige.